# مركز ضحايا لحقوق الإنسان
مركز ضحايا لحقوق الإنسان هو المركز الأشهر في مجال حقوق الإنسان في الإسكندرية، مصر، وقد أسسه كل من أ. هيثم أبوخليل بمعاونة الدكتور إبراهيم الزعفراني بمجهود شخصي منهما دون موافقة جماعة الإخوان المسلمين
وقد أثار مركز ضحايا لحقوق الإنسان الكثير من القضايا الهامة في المجتمع المصري أبرزها قضية العبارة السلام 98
كذلك قضية سيد بلال الذي قتل من جراء التعذيب بعدما تم اعتقاله علي خلفية أحداث كنيسة القديسين وفضح ملف انتهاكات حقوق الإنسان في مصر، كذلك كان لمركز ضحايا الفضل الأول في تصدير فضيحة هدم النظام المصري لمدرسة الجزيرة الإسلامية وضرب الأطفال والاعتداء علي أولياء الأمور وإصابة أحدهم ويدعي حمادة عبداللطيف بشلل رباعي جراء الاعتداء عليه.